# Cheonan
Cheonan (hangul 천안시, hanja 天安市) är en stad i provinsen Södra Chungcheong i Sydkorea. Det är den största staden i provinsen med 676 996 invånare vid slutet av 2020.

## Administrativ indelning
Kommunen är indelad i två stadsdistrikt (gu) som i sin tur är indelade i stadsdelar (dong), köpingar (eup) och socknar (myeon).
|            | Yta (km²)               | Yta (km²)                     | Yta (km²) | Invånare 31 dec 2020    | Invånare 31 dec 2020          | Invånare 31 dec 2020 |
| ---------- | ----------------------- | ----------------------------- | --------- | ----------------------- | ----------------------------- | -------------------- |
|            | Centrala Cheonan (dong) | Ytterområdena (eup och myeon) | Total     | Centrala Cheonan (dong) | Ytterområdena (eup och myeon) | Total                |
| Dongnam-gu | 47,87                   | 390,52                        | 438,39    | 212 411                 | 53 506                        | 265 917              |
| Seobuk-gu  | 36,02                   | 161,69                        | 197,71    | 331 154                 | 79 925                        | 411 079              |
| Total      | 83,89                   | 552,21                        | 636,10    | 543 565                 | 133 431                       | 676 996              |